# BYD S6
BYD S6 — великий п'ятимісний кросовер, представлений вперше на Пекінському автошоу навесні 2010 року.

## Опис

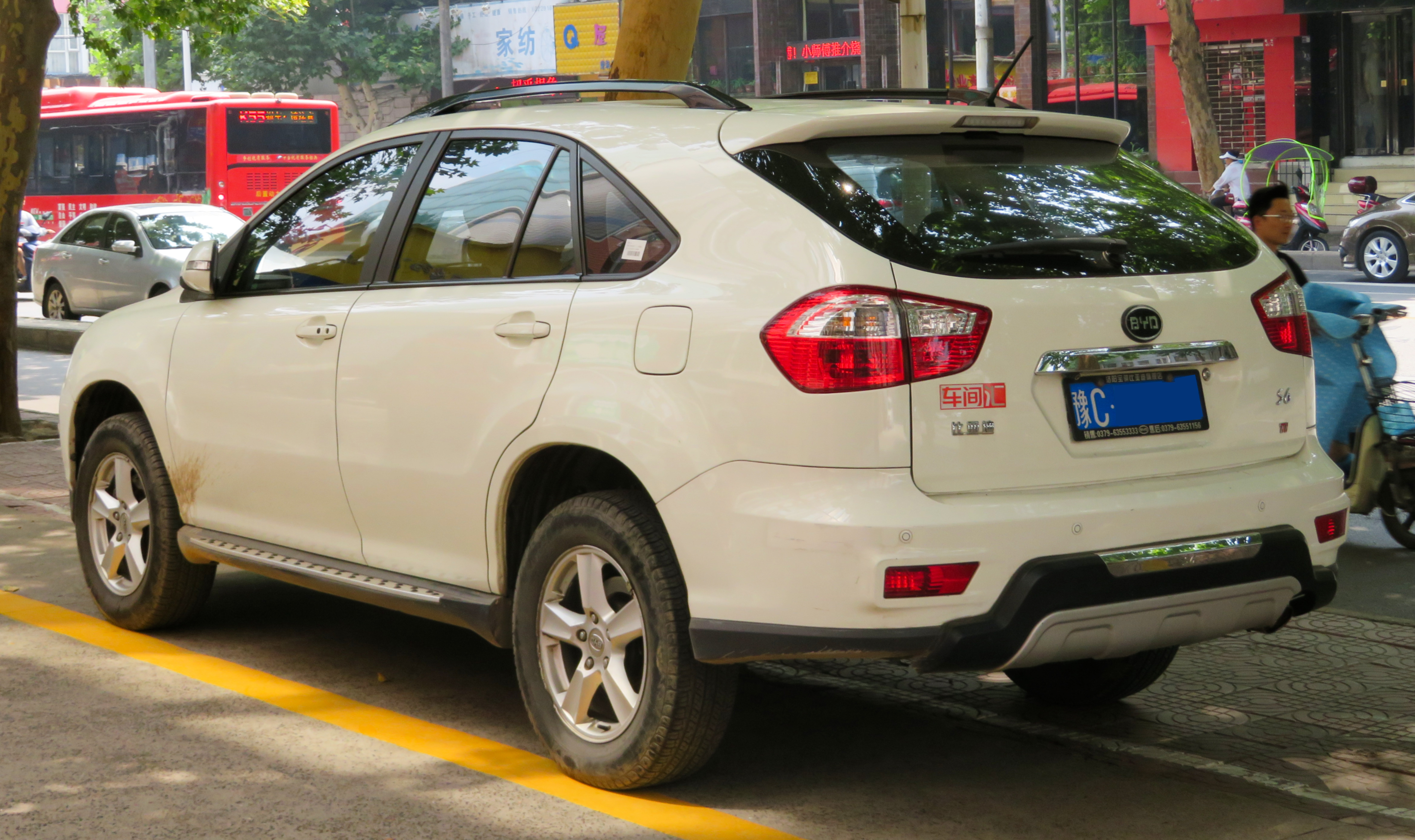
BYD S6

S6 комплектується 6-ма подушками безпеки, незалежною передньою і задньою підвісками типу Макферсон, і поставляється з гідропідсилювачем керма з регульованою по куту нахилу рульовою колонкою. Модель BYD S6 комплектується різними додатковими інноваційними опціями, аудіосистемою з 11-ма вбудованими динаміками, DVD-плеєром з 7 "сенсорним дисплеєм з вбудованою функцією «цифрового телебачення» та 4.3" подвійним TFT LCD дисплеєм із сенсорною панеллю.
Автомобіль оснащений 2,4-літровим 4-циліндровим бензиновим двигуном з турбонаддувом. Такий мотор здатний розігнати автомобіль з 0 до 100 км/год менш, ніж за 5 секунд. Силовий агрегат працює в парі з 4-ступінчастою автоматичною коробкою передач. 
Дизайн BYD S6 є дуже суперечливим, оскільки бічний профіль дуже нагадує Lexus RX другого покоління.

## Безпека
За результатами краш-тестів проведених за методикою C-NCAP (China-NCAP) автомобіль BYD S6 отримав п'ять зірок за безпеку.
В ході краш-тестів BYD S6 отримав сумарну оцінку 46 балів із можливих 50.
| Зірки в C-NCAP з Краш-тесту |